# Caimancito
Caimancito és una ciutat i municipi del sud-est de la província argentina de Jujuy, en el departament Ledesma.

## Geografia
Aquesta ciutat se situa a uns 145 km al nord-est de la capital provincial, amb la qual es comunica principalment a través de la RN 34 i un petit accés per la ruta provincial RP 1.
La regió és un pedemonte de contacte entre les yungas i la plana chaqueña, el clima és tropical amb elevades temperatures diürnes gairebé tot l'any (a l'estiu, especialment durant els mesos de desembre i gener, les temperatures absolutes poden arribar a 46 °C, no obstant això esporàdicament, en les nits hivernals –juliol i juny– les temperatures baixen dels 10 °C).

## Història
Prehispànicament el territori va ser poblat per les ètnies originàries dels ocloyas (una parcialidad dels omaguacas), així com churumatas, chanés, chorotís i wichis. La presència europea es va iniciar amb els realistes en el s. XVI, encara que la consolidació dels europeus va ser lenta, en gran manera per les dificultats climàtiques i d'accessibilitat.
Caimancito va ser fundada oficialment en 1859 per Julio Bracamonte, i al llarg del s. XX ha rebut immigració boliviana.

## Economia
Es basen encara en el sector primari; principalment en l'agricultura de tomàquets, blat de moro, chauchas, albergínies, morrones, cogombres i zapallitos. També es conreen, per a l'exportació diverses flors tropicals i a escala reduïda paltas, bananes, cítrics, canya de sucre i cafè.

## Turisme
Si bé encara (el 2006) té poc desenvolupada la seva infraestructura turística, posseïx potencial per al turisme d'aventura, ja que es troba prop del límit sud-oriental de la gran Reserva de Biosfera de la Yunga integrant del sistema Mab, per altra banda uns 20 km al nord-oest es troba el Parc Nacional Calilegua.